# Gandia (schip, 1907)
De Gandia was een Belgisch vrachtschip van 9.626 ton. Ze werd in 1907 door Swan, Hunter & Wigham Richardson Ltd. uit Wallsend (North Tyneside), gebouwd voor Shaw Savill & Albion Co. Ltd. als het Britse stoompassagiersschip Arawa. In 1914 werd ze aangepast en gebruikt als troepentransportschip. Na de Eerste Wereldoorlog keerde ze in 1921 naar de commerciële dienst terug. In 1928 werd het schip verkocht aan Arnold Bernstein (Duitsland), en omgedoopt tot Königstein voor de Red Star Line GmbH, Hamburg. In 1939 werd ze aan Van Heyghen Frères uit Gent voor de sloop verkocht. Vervolgens werd ze echter doorverkocht aan de Compagnie Maritime Belge uit Antwerpen, en omgedoopt tot Gandia. De Gandia voer mee met konvooi ON-54, met als reisroute: Liverpool (15 januari) - St. John, New Brunswick, Canada, met als lading 500 ton potas als ballast. Haar bemanning telde 79 koppen.

## Getorpedeerd
De Gandia, met kapitein Maurice Potié als gezagvoerder, raakte als gevolg van een zware storm uit de koers van het konvooi. Op 22 januari 1942 werd ze rond 22.21 uur getorpedeerd door de U-135 van Kptlt. Friedrich-Hermann Praetorius op ongeveer 420 kilometer ten oosten van Cape Race. De U-135 lanceerde een spreidschot van twee torpedo's waarvan één de achtersteven trof. Terwijl de kapitein en 68 bemanningsleden, waarvan 62 Belgen en tien kanonniers probeerden het zinkende schip te verlaten werden twee van de vier reddingsboten verwoest door de ruwe zee. De overige twee boten werden slechts gedeeltelijk gevuld. Dertig bemanningsleden verdronken toen het schip met kapitein Maurice Potié aan boord zonk in positie 45°00' N en 41°00' W. In de twee reddingssloepen zaten 21, respectievelijk 28 man.
De twee reddingssloepen raakten elkaar echter kwijt. Tweede stuurman Lardinoy en zijn overgebleven 10 mannen van de 21 man, werden na 14 dagen gered door een Amerikaanse torpedobootjager, de USS Bernadou (DD-153) (LtCdr. R. E. Braddy) op 5 februari en kwamen in Reykjavik, IJsland aan. Vier overlevenden van de tweede reddingsboot, waaronder eerste stuurman Hubert en vierde stuurman Swartwaeger, werden op 22 februari, een maand na de torpedering, opgepikt door de Portugese trawler João Corte Real. Zij brachten de overlevenden naar Porto op 26 februari. In totaal waren er van de oorspronkelijke 79 bemanningsleden, 65 doden en 14 overlevenden.

## Levensloop bemanningsleden
De eerste stuurman Hubert werd later directeur bij de Compagnie Maritime Belge (CMB) (Belgische Zeevaartmaatschappij). De tweede stuurman Lardinoy werd later directeur bij de Union de Remorquage et de Sauvetage (Sleep- en Reddingsdienst) en ten slotte de vierde stuurman Swartwaeger werd later bediende bij de CMB.